# Czesław Kręcichwost
Czesław Kazimierz Kręcichwost (ur. 13 sierpnia 1946 w Makowicach) – polski inżynier i samorządowiec, w latach 1994–2014 burmistrz Kudowy-Zdroju.

## Życiorys
Po ukończeniu studiów przeprowadził się do Kudowy-Zdroju. Pracował w Kudowskich Zakładach Przemysłu Bawełnianego, awansując na stanowisko wicedyrektora, które zajmował do 1991. Działalność publiczną rozpoczął pod koniec lat 80., kiedy jako kandydat niezależny dostał się do Miejskiej Rady Narodowej. W latach 1988–1990 był ostatnim jej przewodniczącym. W 1992 objął stanowisko dyrektora Miejskich Zakładów Użyteczności Publicznej.
W 1990 został wybrany do rady miejskiej I kadencji. W 1994 wybrano go na burmistrza miasta 17 głosami „za” wśród 22 głosujących. Był jednym ze współtwórców i przewodniczącym polskiej części Euroregionu Glacensis. Ponownie został wybrany na urząd burmistrza w 1998, dostając się wówczas także do rady powiatu kłodzkiego. W 2002 zwyciężył w I turze bezpośrednich wyborów na burmistrza miasta, zdobywając 57% głosów. W następnych wyborach z 2006 zapewnił sobie reelekcję w I turze (79%), będąc jedynym kandydatem. W 2010 po raz piąty z rzędu został burmistrzem, otrzymując w I turze 51% głosów. W 2014 nie ubiegał się o reelekcję, został natomiast wybrany do sejmiku województwa dolnośląskiego, startując z listy Platformy Obywatelskiej. W marcu 2016 opuścił klub PO, współtworząc klub radnych Bezpartyjni Samorządowcy (od lipca tego samego roku do czerwca 2018 noszącego nazwę Dolnośląski Ruch Samorządowy). W 2018, startując z listy BS, nie uzyskał reelekcji w wyborach do sejmiku. W 2024 uzyskał ponownie mandat radnego powiatu kłodzkiego.

## Odznaczenia i wyróżnienia
- Krzyż Kawalerski Orderu Odrodzenia Polski (2012)[8]
- Srebrny Krzyż Zasługi (2001)[9]
- Brązowa Odznaka „Zasłużony dla Ochrony Przeciwpożarowej” (2014)[10]
- „Zielony Czek”, nagroda WFOŚiGW we Wrocławiu w dziedzinie ochrony środowiska i edukacji ekologicznej (2008)[11]